# フヨウ
フヨウ（芙蓉、学名: Hibiscus mutabilis）は、アオイ科フヨウ属の落葉低木。種小名 mutabilisは「変化しやすい」（英語のmutable）の意。「芙蓉」はハスの美称でもあることから、とくに区別する際には「木芙蓉」（もくふよう）とも呼ばれる。中国名は、木芙蓉。

## 分布・生育環境

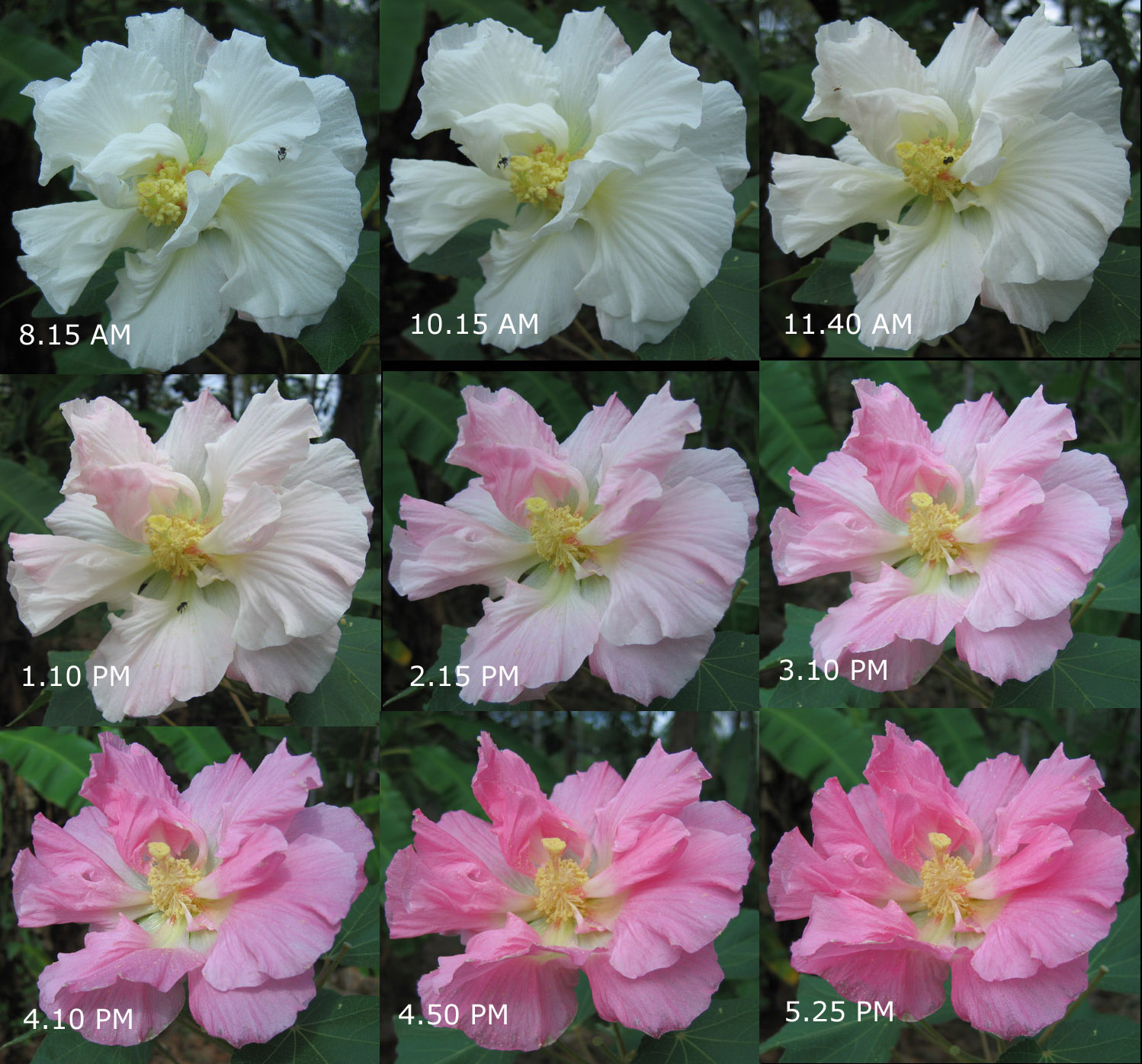
日中の花の色の変化

中国原産といわれている。中国の都市成都は、別名「芙蓉の都」。花が咲く季節には、街中が芙蓉に埋もれてしまうという。中国、台湾、日本の沖縄、九州・四国に分布する。日当たりのよいところを好み、暖地の海岸に近い林などに自生する。日本では関東地方以南で観賞用に栽培され、庭木や公園樹、街路樹としても植えられる。

## 形態・生態
落葉広葉樹の低木で、幹は高さ1 - 4メートル (m) になる。寒地では冬に地上部は枯れ、春に新たな芽を生やす。樹皮は灰白色から淡褐色をしており、滑らかで縦に筋や皮目がある。
葉は互生し、表面に白色の短毛を有し掌状に浅く3-7裂する。
7 - 10月初めにかけてピンクや白で直径10-15cm程度の花をつける。朝咲いて夕方にはしぼむ1日花で、長期間にわたって毎日次々と開花する。花は他のフヨウ属と同様な形態で、花弁は5枚で回旋し椀状に広がる。先端で円筒状に散開するおしべは根元では筒状に癒合しており、その中心部からめしべが延び、おしべの先よりもさらに突き出して5裂する。
果実は蒴果で、毛に覆われて多数の種子をつける。果実が熟すと上向きに5裂して、種子を出す。冬でも多くの果実がついていることがある。
冬芽は裸芽で枝と共に星状毛に覆われており、枝先に頂芽がつき、側芽は枝に互生する。葉痕は心形や楕円形で、維管束痕が多数輪になって並ぶ。
同属のムクゲと同時期に良く似た花をつけるが、直線的な枝を上方に伸ばすムクゲの樹形に対し、本種は多く枝分かれして横にこんもりと広がること、葉がムクゲより大きいこと、めしべの先端が曲がっていること、で容易に区別できる。フヨウとムクゲは近縁であり接木も可能。
- 樹形の例
- 葉の形状例
- めしべの曲がりが特徴的
- 芙蓉の寺舎那院にて
- 酔芙蓉(スイフヨウ)
- 実がはじけた状態のフヨウの蒴果. 明月院にて

## 利用
南西諸島や九州の島嶼部や伊豆諸島などではフヨウの繊維で編んだ紐や綱が確認されている。甑島列島（鹿児島県）の下甑町瀬々野浦ではフヨウの幹の皮を糸にして織った衣服（ビーダナシ）が日本で唯一確認されている。ビーダナシは軽くて涼しいために重宝がられ、裕福な家が晴れ着として着用したようである。現存するビーダナシは下甑島の歴史民俗資料館に展示されている4着のみであり、いずれも江戸時代か明治時代に織られたものである。

## 変種・近縁種

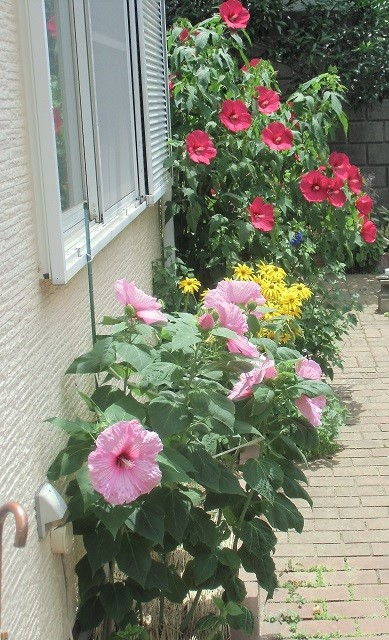
手前がアメリカフヨウ、奥がタイタンビカス

スイフヨウ（酔芙蓉、Hibiscus mutabilis cv. Versicolor）
朝咲き始めた花弁は白いが、時間がたつにつれてピンクに変色する八重咲きの変種であり、色が変わるさまを酔って赤くなることに例えたもの。なお、「水芙蓉」はハスのことである。混同しないように注意のこと。
サキシマフヨウ (先島芙蓉、Hibiscus makinoi）
鹿児島県西部の島から台湾にかけて分布する。詳細は該当項目を参照。
アメリカフヨウ（草芙蓉（くさふよう）、Hibiscus moscheutos、英: rose mallow）
米国アラバマ州の原産で、7月と9月頃に直径30cm近い巨大な花をつける。草丈は50cm～160cmくらいになる。葉は裂け目の少ない卵形で花弁は浅い皿状に広がって互いに重なるため円形に見える。この種は多数の種の交配種からなる園芸品種で、いろいろな形態が栽培される。なかには花弁の重なりが少なくフヨウやタチアオイと似た形状の花をつけるものもある。日本での栽培も容易であり、多年草であるため一度植えつければ毎年鑑賞することが可能。栽培法はタイタンビカスの育て方に準ずる。
タイタンビカス
日本で作出された園芸品種。アメリカフヨウとモミジアオイの交配選抜種。6月下旬～10月初頭に15cmほどの花を多数つける。草丈は1～2mほど。葉はモミジ葉。ハイビスカスそっくりの南国風の花であるが北海道等の寒冷地ふくめ、日本全国での屋外栽培・屋外越冬が可能。栽培もいたって容易である。